# Steen Riisgaard
Steen Riisgaard (født 22. marts 1951) er en dansk erhvervsleder og tidligere direktør i Novozymes, verdens største producent af industrielle enzymer. Han har besiddet stillingen som direktør siden Novozymes blev etableret i en udspaltning fra Novo Nordisk i 2000. Han forlod Novozymes i 2013 hvorefter Peder Holk Nielsen blev den nye direktør. Steen Riisgaard er næstformand i bestyrelsen for Novo Holdings og bestyrelsesmedlem i Novo Nordisk Fonden samt bestyrelsesformand i Lactobio.

## Baggrund og uddannelse
Steen Riisgaard er uddannet biolog (MSc. i mikrobiologi) fra Københavns Universitet. Han blev færdiguddannet i 1976. Tidligt i sin karriere var han forkæmper for beskyttelse af natur og miljø og han var initiativtager til en afdeling af miljøorganisationen Noah i Gladsaxe (en del af organisationen Friends of The Earth). Steen Riisgaard startede karrieren i Statens Serum Institut og virksomheden Foss Electric inden han kom til Novo som forskningskemiker. I 1982-1985 var han leder af Novos enzymafdeling i Japan og blev i 1989 direktør i Novo Nordisk med ansvar for enzymproduktionen og senere direktør i Novozymes.